# KLK10
KLK10‏ (Kallikrein related peptidase 10) هوَ بروتين يُشَفر بواسطة جين KLK10 في الإنسان.